# 간노촌 (이시카와현)
간노촌(神野村)은 이시카와현 후게시군에 설치되었던 촌이다.